# Santa Comba (ort)
Santa Comba är en ort i Spanien.   Den ligger i provinsen A Coruña och regionen Galicien, i den nordvästra delen av landet, 500 km nordväst om huvudstaden Madrid. Santa Comba ligger 384 meter över havet.